# 国鉄DF93形ディーゼル機関車
DF93形は、かつて日本国有鉄道（国鉄）で試用された液体式ディーゼル機関車である。

## 製造の背景
国鉄がディーゼル機関車の開発を模索していたころ、国内の車両メーカーは国鉄および海外への売り込みをはかるべく、独自の機関車を設計・試作した。これらの機関車は、合計9形式が国鉄に借り入れられ、40番台、のちに90番台の形式を与えられて試用された。一部の形式は国鉄が正式に購入した。それらの試作機関車のうち、日立製作所が本線用として製造したのが本形式である。

## 構造
エンジンは、日立製作所が当時の西ドイツのMAN社のエンジンをライセンス製作したL12V18/21mA型（1,100馬力）ディーゼル機関である。動力伝達方式は液体式を採用した。液体変速機は日立製LAZ10R型で、車体中央部付近に置かれた。液体変速機からは前後方向に第1推進軸が伸びてそれぞれ第1・2動輪の間と第5・6動輪の間にある第1減速機につながり、各第1減速機からは前後方向に第2推進軸が伸びて、第2減速機を経て3軸台車内の各動輪を駆動する。合計12本の推進軸で各軸を駆動する。
軸配置はC-C。心皿のない台車で、リンクにより引張力を伝達する。
車体は箱形。前面形状はEF58や国鉄DD50形ディーゼル機関車に似た、前面2枚窓で上部を傾斜させたいわゆる「湘南電車」形である。塗色は上半分がクリーム、下半分が緑、スカート部が赤で、車体側面に白で「HITACHI」の文字が描かれていた。

## 製造
1960年（昭和35年）に1両が日立製作所で製造された。

## 運用
1962年（昭和37年）6月より常磐線で試用されたのちに千葉気動車区に配置され、房総方面への旅客列車(同年の「房総夏ダイヤ」では臨時快速「しらすな」(両国駅 - 浜金谷駅間)を牽引)と貨物列車(主に両国駅 - 千葉駅間の牽引と構内入換)に使用された。返却は1964年（昭和39年）3月。

## 主要諸元
- 全長：15.5m
- 全幅：
- 全高：
- 運転整備重量：70.0t
- 機関：日立・MAN製L12V18/21ma形ディーゼル機関1基
- 液体変速機：日立製LAZ10R
- 軸配置：C-C
- 出力：1,100PS/1500rpm
- 動力伝達方式：液体式
- 最大運転速度：78.7km/h